# Japan Open 1993 (Tennis)
Die Japan Open 1993 waren ein Tennisturnier der WTA Tour 1993 für Damen und ein Tennisturnier der ATP Tour 1993 für Herren in Tokio, welche zeitgleich vom 5. bis zum 11. April stattfanden.